# Una

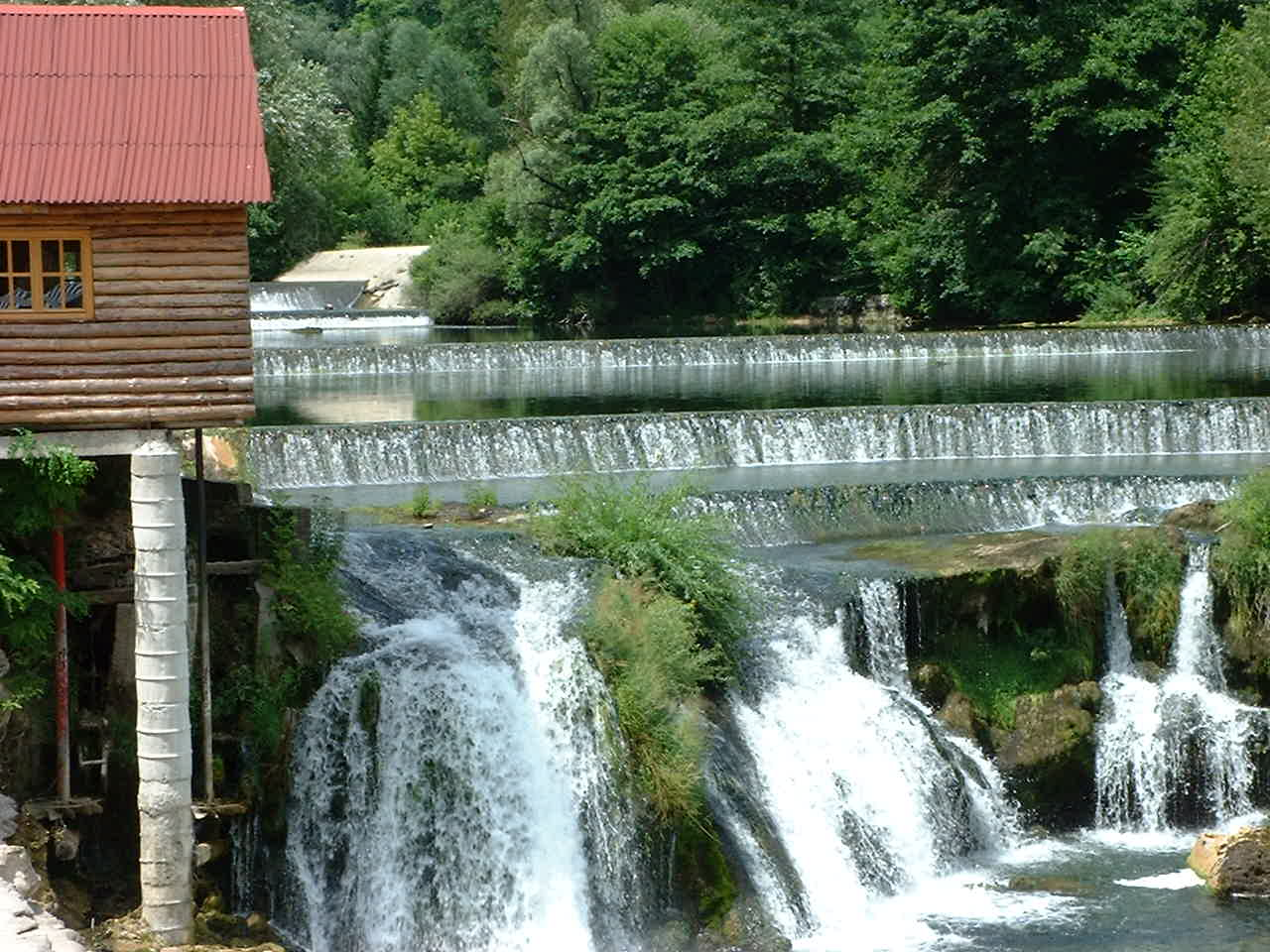
Una

Az Una folyó  Bosznia-Hercegovina és Horvátország területén, a Száva jobb oldali mellékfolyója. A folyó Horvátországban, Donji Lapacnál ered, és Jasenovacnál torkollik a Szávába. Hossza 212 km, vízgyűjtő területe 10 400 km². Két hosszabb szakaszon is határfolyó e két ország között.
Jelentősebb városok az Una mentén: Martin Brod, Kulen Vakuf, Bihać, Bosanska Krupa és Bosanska Dubica. Főbb mellékfolyói a Unac, Sana és Klokot. 
1. 1 2  https://www.fishbase.se/TrophicEco/EcosysRef.php?ecosysname=Una+River&ve_code=737